# Homo naledi

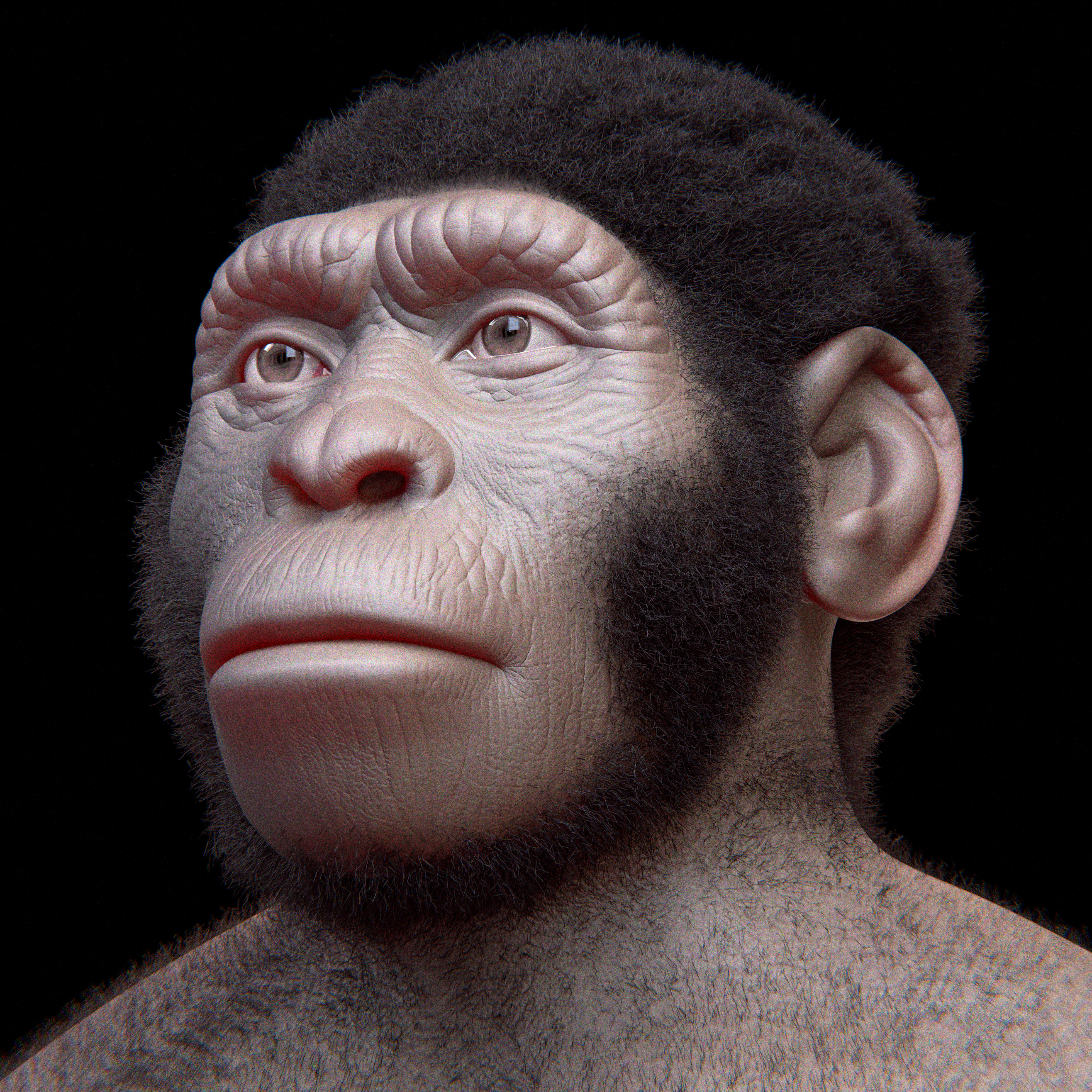
Recreación del rostro de H. naledi.

Homo naledi (del latín homo, «hombre», y del sesotho naledi, «estrella») es una especie de homínido extinto del género Homo que vivió en lo que ahora es Sudáfrica.
La especie fue descrita en septiembre de 2014 por Berger y colaboradores a partir de los fósiles de al menos quince individuos de edades diferentes encontrados en la cámara Dinaledi de la cueva Rising Star, cerca de Johannesburgo (Sudáfrica), en la denominada Cuna de la Humanidad, a unos 800 m del yacimiento clásico de Swartkrans. Hasta el momento, el yacimiento ha proporcionado unos mil quinientos cincuenta restos, entre fragmentos y huesos completos, de prácticamente todos los huesos del esqueleto, siendo la mayor concentración de restos de una misma especie de hominino cráneo completo, con volumen endocraneal de 610 ml.

## Datación
Ante la carencia de una datación fiable de los fósiles, la posición filogenética de H. naledi se consideró incierta. Sin embargo por las características anatómicas se creyó inicialmente que estaba situado en el tiempo de los primeros Homo, y se sugirió que H. naledi vivió hace unos 2 millones de años (±0,5 millones), con base en las similitudes de su cráneo con los de H. rudolfensis, H. erectus y H. habilis.
El primero en presentar argumentos para una datación mucho más reciente fue el investigador de la Universidad Simon Fraser Mana Dembo, quien sugirió que tenía unos 912 000 años, basado en sus características morfológicas. Sin embargo, para sorpresa de los científicos, los estudios geológicos mostraron que la edad de los fósiles era inferior al medio millón de años.
La datación radiométrica de las capas de calcita depositadas por el agua, que habían cubierto parte de los restos de H. naledi, dio 236 000 años, lo que significaba que los restos eran anteriores; tres dientes de H. naledi y granos de  sedimento fueron sometidos a una batería de métodos de datación, incluyendo la datación uranio-torio y la resonancia de espín electrónico, de manera que se obtuvo un fechado máximo de 335 000 años de antigüedad.

## Anatomía
La morfología del cráneo se aproxima a la de los primeros Homo (H. erectus, H. habilis u H. rudolfensis) y el volumen endocraneal, con unos 500 cm³, es similar al de los Australopithecus. Su estatura media era de 1,50 metros y su peso de unos 45 kilos.
La dentición es primitiva, pequeña y de morfología oclusal simple. Las manos tienen adaptaciones manipuladoras humanas. Asimismo son humanas las características de pierna y pie. Sin embargo, el tronco y extremo proximal del fémur exhiben características que lo acercan más a los australopitecos.

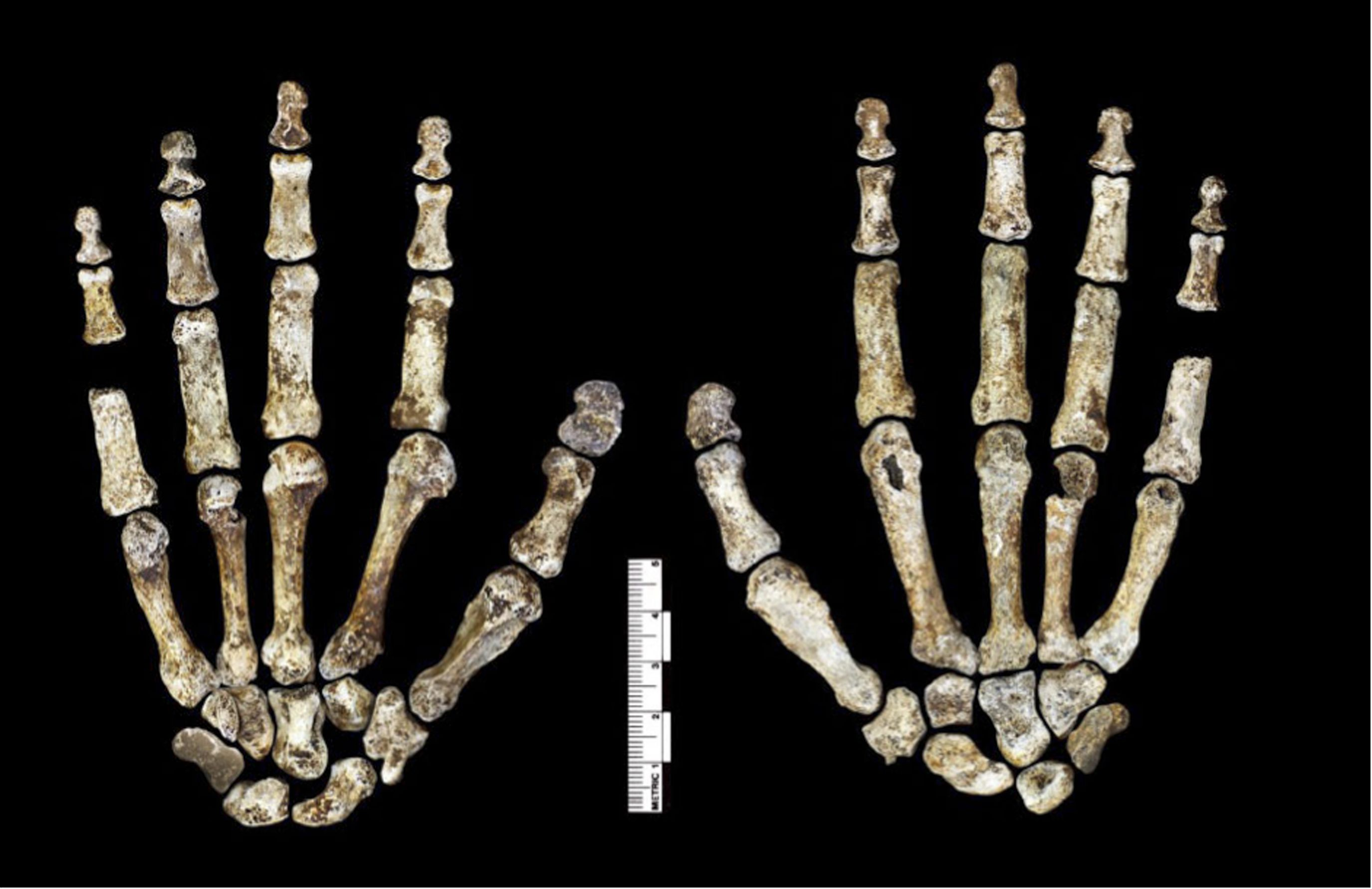
Mano derecha de Homo naledi. Vistas palmar (izquierda) y dorsal (derecha). Fósiles encontrados en posición anatómica, es decir, del mismo individuo. Solo falta el hueso pisiforme.

El pulgar, muy desarrollado, y la muñeca de Homo naledi muestran caracteres derivados, similares a los de H. sapiens y H. neanderthalensis, indicando una gran precisión manipuladora. Sin embargo, las falanges son primitivas, largas y muy curvadas, como en Australopithecus, indicando una frecuente locomoción en ambientes arbóreos. Este mosaico de caracteres —combinación de caracteres primitivos y derivados— es única, no conocida en otros homininos.
El metacarpiano del pulgar presenta las crestas para las inserciones de los músculos motores del pulgar bien desarrolladas, lo que permite la oposición del pulgar, y por tanto la sujeción y manipulación precisa de objetos, por otra parte no encontrados en la cueva.
La forma del tórax es primitiva, con forma de campana: con crestas ilíacas anchas en la pelvis y una cintura escapular estrecha. A pesar de la morfología de las piernas, la estructura del tórax parece indicar que pudo haber tenido una actividad arbórea importante, mientras que, a diferencia de H. erectus, no estaría adaptado a correr largas distancias.
Las costillas son similares a las de los homininos primitivos, robustas y rectas y sin torsión en la parte proximal.
Las vértebras son pequeñas, pero con un canal vertebral relativamente grande.

## Descubrimiento
El yacimiento donde se descubrieron los restos de H. naledi fue encontrado por los espeleólogos aficionados Rick Hunter y Steven Tucker en septiembre de 2013. La cámara situada al final de la cueva era accesible solo a través de dos pasos estrechos con menos de 25 cm  de anchura, por lo que el acceso era solo posible para espeleólogos experimentados con una constitución corporal particularmente delgada. Los depósitos donde se encontraron los fósiles se localizaron a 90 m de la entrada de la cueva y a unos 30 m por debajo de la superficie exterior.

## Cultura

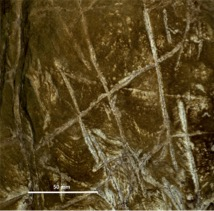
Dibujos abstractos grabados en las paredes de la cueva Rising Star.

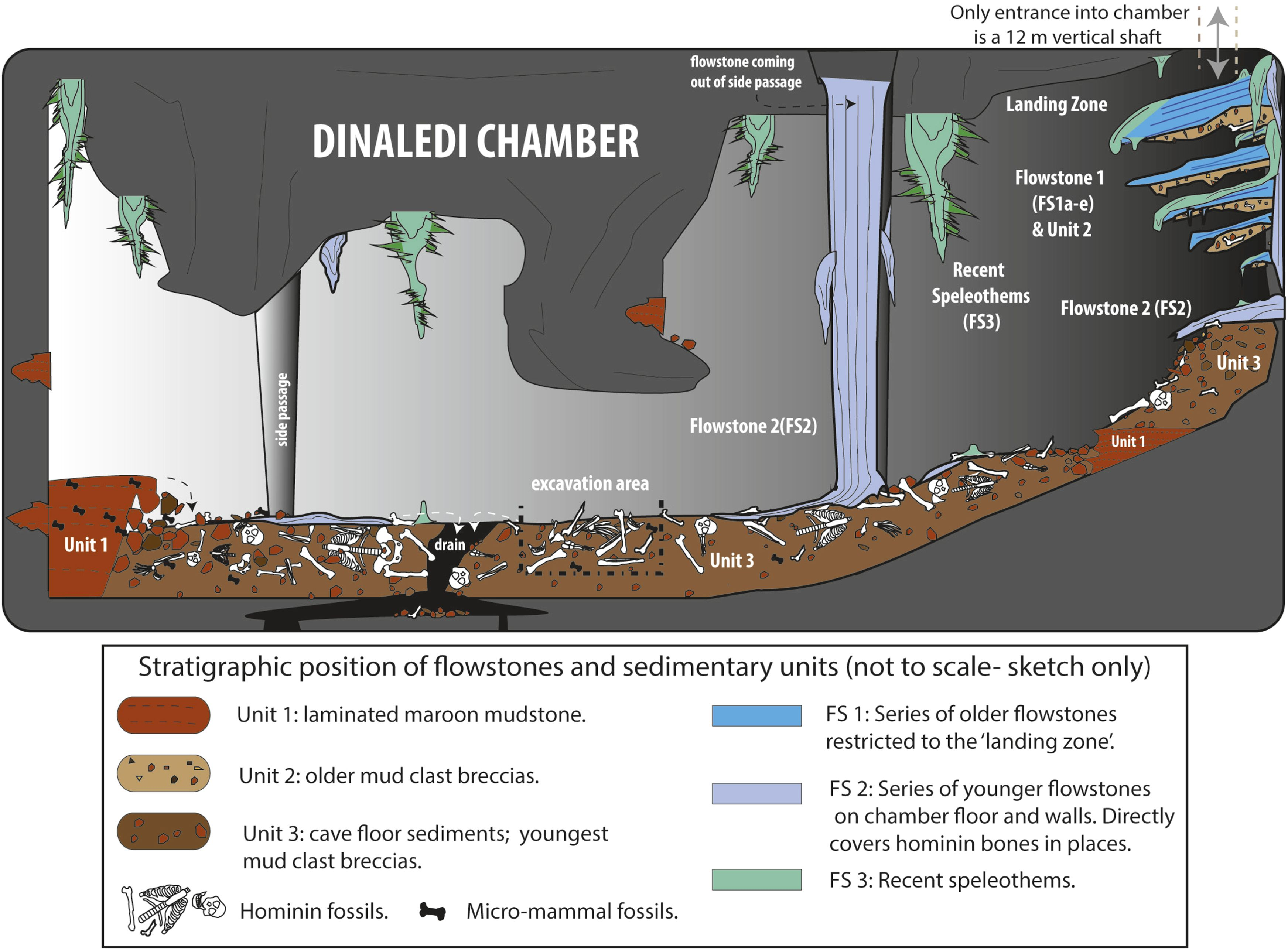
Sección geológica de la sala donde se encontraron los fósiles.

En diciembre de 2022, se informaron sugerencias de que H. naledi usó fuego para iluminar y cocinar. En junio de 2023, el paleoantropólogo Lee Berger afirmó que los investigadores lograron encontrar el espacio cultural de esta especie. Los investigadores anunciaron el descubrimiento de formas y dibujos abstractos grabados en las paredes de las cuevas cercanas a los enterramientos. Las superficies inscritas parecen haber sido preparadas con una sustancia y alisadas, y algunas de las marcas parecen haber sido borradas y grabadas encima, lo que indica que se hicieron a lo largo de un periodo de tiempo. Por otra parte, H. naledi podría haber enterrado deliberadamente a sus muertos. El equipo de Berger había planteado desde 2015 la posibilidad de enterramientos intencionados y ahora, su equipo de investigación descubrió los restos de adultos y niños H. naledi que descansaban en posición fetal dentro de las depresiones de la cueva y cubiertos de tierra. Dentro de una de las tumbas hay una roca con forma de herramienta, enterrada junto a la mano de uno de los individuos.